# لاک‌پشت شکم‌قرمز آلاباما
لاک‌پشت شکم قرمز آلاباما (نام علمی: Pseudemys alabamensis) نام یک گونه از زیرراسته نهان‌گردن است.